# 053型フリゲート

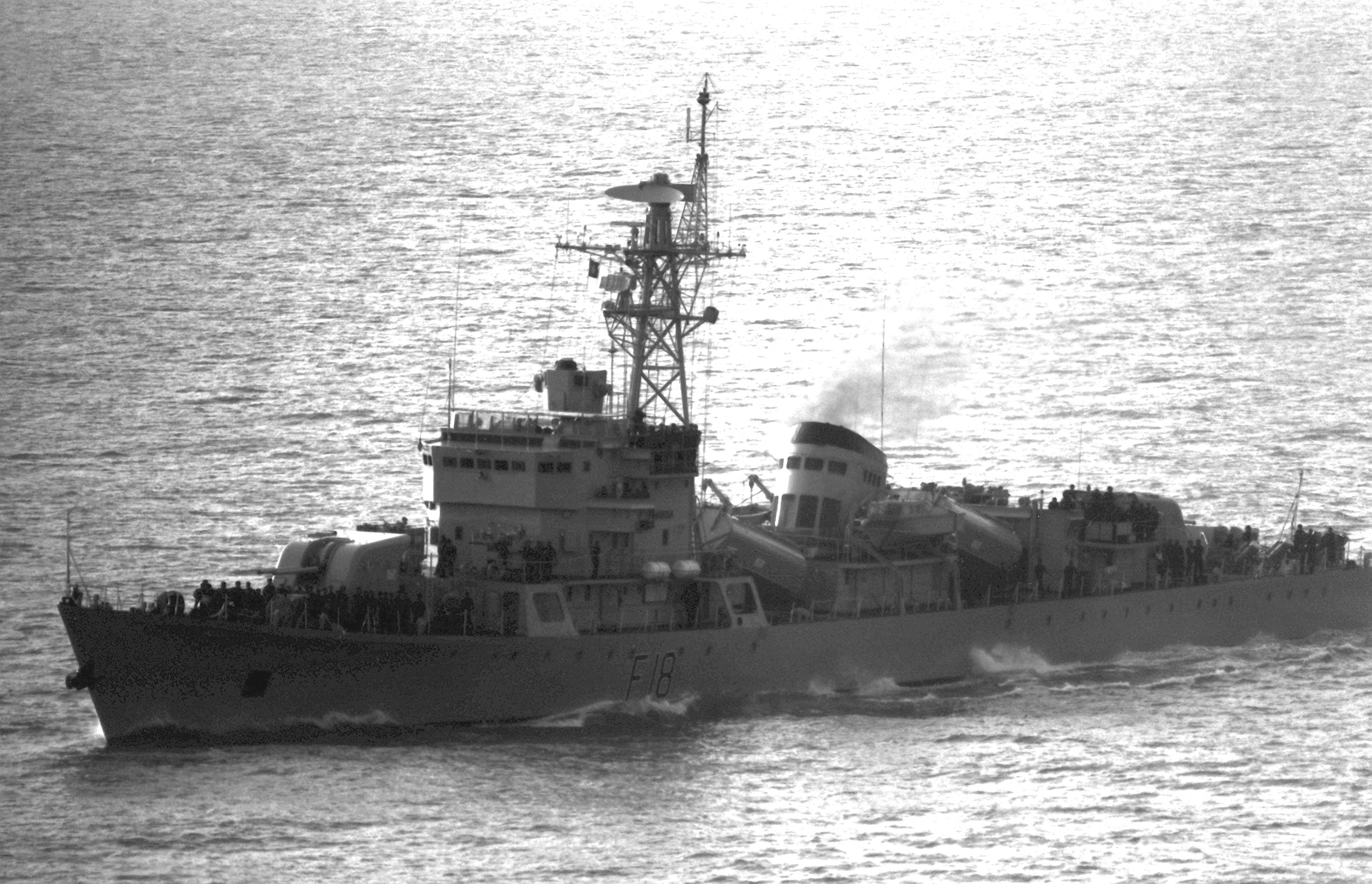
バングラデシュ海軍で運用中の053H1型（江滬I型）フリゲート

053型フリゲート（PLAN frigate Type 053-class）は中華人民共和国が開発したフリゲート。1980年代以降の中国人民解放軍海軍の主力哨戒艦艇であり、多数が建造された。また、多くのバリエーションが存在するほか、少数艦が輸出された。

## 概要
中国のフリゲート艦の開発の歴史は、ソ連の50型警備艦（リガ級フリゲート）のノックダウン生産から始まった。建造された艦は6601型（01型と簡略して呼称されることもある。）のプロジェクト名で呼称された。中国は更に6601型をリバースエンジニアリングしてコピー生産を行った。これによって建造された艦は、065型のプロジェクト名で呼称された。これら２つの艦型を基にして船体の拡大を図り新たに開発されたのが、053K型と053H型の用途の異なる2つの053型である。その後、053H型については技術の進歩や任務の拡大に対応して順次発展型・派生型が開発され、多数のバリエーションが生じることとなった。053型のバリエーションは非常に多彩であるが、おおむね4つの系統に分類することができる。
1. 第1の系統は、西側が江東型フリゲートと分類した防空型であり、053K型がこれに属する。艦対空ミサイルを搭載して艦隊の防空を担うものとして構想されたが、肝心の艦対空ミサイルの開発遅延と性能不足のために、この構想はのちに放棄された。
2. 第2の系統は、西側が江滬型フリゲートと分類した対水上艦型であり、053型シリーズの最大勢力として、053H型, 053H1型, 053H2型, 053H1G型がこの系統に属する。沿岸の哨戒戦力として相当数が建造されており、艦対艦ミサイルによる対水上打撃を重視して武装されているが、対空・対潜の戦闘能力には問題がある。
3. 第3の系統は、西側が江滬IV型フリゲートと分類した実験艦であり、053H1Q型、「四平」の1隻のみがこれに属する。フランス製の主砲など、西側の新型兵器の運用試験を目的としているが、西側製の艦載ヘリコプターや新型ソナーによる優れた対潜戦闘能力から、のちに対潜艦として活躍した。
4. 第4の系統は、西側が江衛型フリゲートと分類した汎用型で、053H2G型, 053H3型がここに属する。もっとも新しい系統であり、防空能力と対水上打撃能力を併せ持ち、また実験型で試験された数々の新型装備も盛り込んでいることから、053型シリーズのなかでは、総合的にもっとも優れた戦闘能力を備えていると言える。

現在、中国海軍のフリゲートの建造は、より大型で優れた性能を備えた054型（江凱型）シリーズに移行しており、053型フリゲートが今後建造されることはないものと思われる。しかし、053型は依然として多数を占めており、とくに江衛型はバランスのとれた装備を搭載しており、今後もしばらくの間、中国海軍の中核的戦力として活動するものと考えられている。これに対応して、比較的旧式に属する対水上強化型の艦の一部は、対艦ミサイルを新型に換装するなどの改修を受けている。

## 前053型（6601型, 65型）

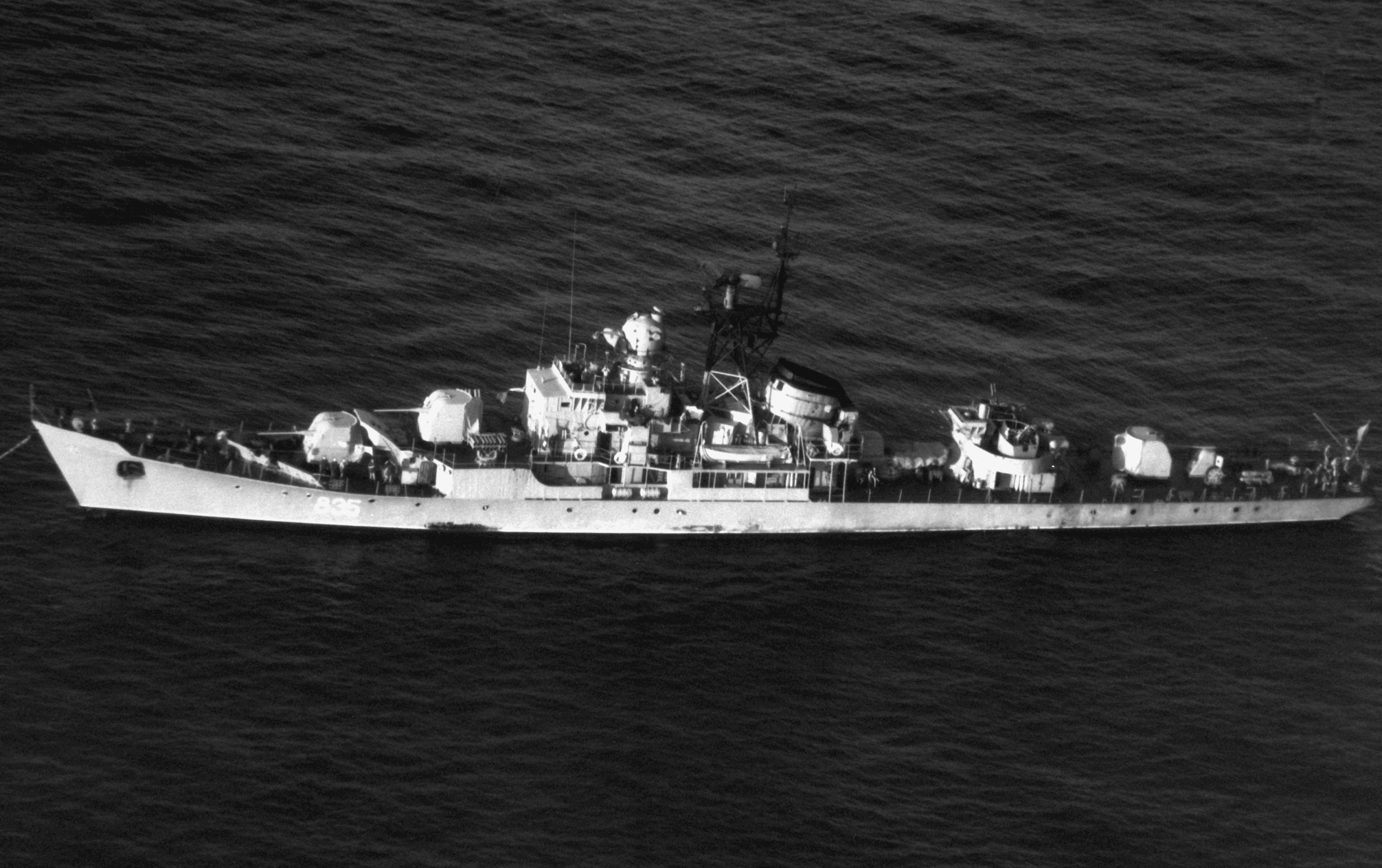
原型艦であるソ連の50型警備艦
（リガ級フリゲート）

1950年代、ソ連は中国に対し、50型警備艦（リガ級フリゲート）4隻のノックダウン生産を許可した。これによって建造されたのが6601型（略称01型）で、西側からは成都級（ Cheng-du class）というNATOコードネームが与えられた。就役期間の後半では改装が実施され、これまでの魚雷発射管をP-15 (SS-N-2 スティックス)対艦ミサイルの連装発射機に変更した。また、砲熕兵器として100 mm単装砲 3基と37 mm連装機関砲 4基が装備された。

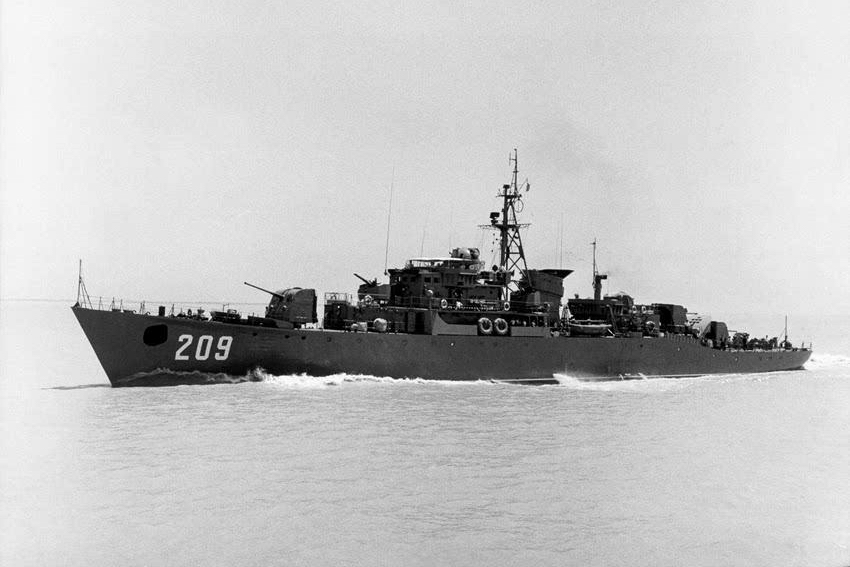
「海口」（209）。江南型（65型）の1隻である。

これらの建造の後、中ソ対立が激化して、中国はソ連から新たな艦船を入手できなくなった。そのため、701研究所は6601型のリバースエンジニアリングを任されることになり、その成果に基づいて建造されたのが65型（江南型 Jiang-nan class）である。設計作業は1962年12月より行なわれ、建造は1964年8月より開始、1966年に1番艦が就役した。65型では6601型で使用されていた蒸気タービン・エンジンをディーゼル・エンジンに変更した。また主砲配置が変更され、6601型では艦首側に2基、艦尾側に1基が設置されていたのに対して、65型（江南型）では逆になっている。
これらは1980年代に全艦が退役し、現在は大半が学生が行う軍事体験（中国の愛国教育の一環）用の訓練船として使われるか、宣伝、広報用の任務を行っている。これらの艦船は中国人民解放軍海軍が出資し造られた青島にある海軍博物館に係留されている。

## 防空型（053K型）
1960年代、065型の設計を発展させての次世代フリゲートの開発が決定され、艦対艦ミサイル装備型と艦対空ミサイル装備型を併行して配備することとなったが、この当時、台湾空軍の航空攻撃による艦船の喪失が問題になっていたことから、艦対空ミサイル装備型の開発を優先することとなり、これによって開発されたのが053K型である。NATOは本型に対して江東型フリゲートのコードネームを与えた。
053K型は、その存在意義である艦対空ミサイル以外に、主砲や近接防空用機関砲なども新型となっている。また、船体設計も刷新されており、これらは、以後に建造された053型シリーズにも引き継がれた。しかし、肝心のHQ-61B艦対空ミサイルの性能が貧弱であったことから、053K型そのものの建造は2隻で打ち切られ、艦対空ミサイルを搭載したのは1隻のみであった。このように、多くの問題を抱えてはいたが、本型は、中国海軍で唯一の艦対空ミサイル搭載艦として、南沙諸島を巡る一触即発の状況下で艦隊の防空を担い、艦対空ミサイルの運用に関して貴重な経験を蓄積した。
1980年代後半より、HQ-61に対してあらゆる面で優越した性能を備えたフランス製のクロタル個艦防空ミサイルの輸入、および国産型HQ-7の実用化に伴い、本型はその存在意義を失ったことから、1990年代初めに退役し、海軍の運営する青島海軍博物館に譲渡された。譲渡された中でも531号の鷹箪は、練習艦として愛国心教育・交流のために係留されている。

## 対水上艦型（053H型, 053H1型, 053H2型, 053H1G型）

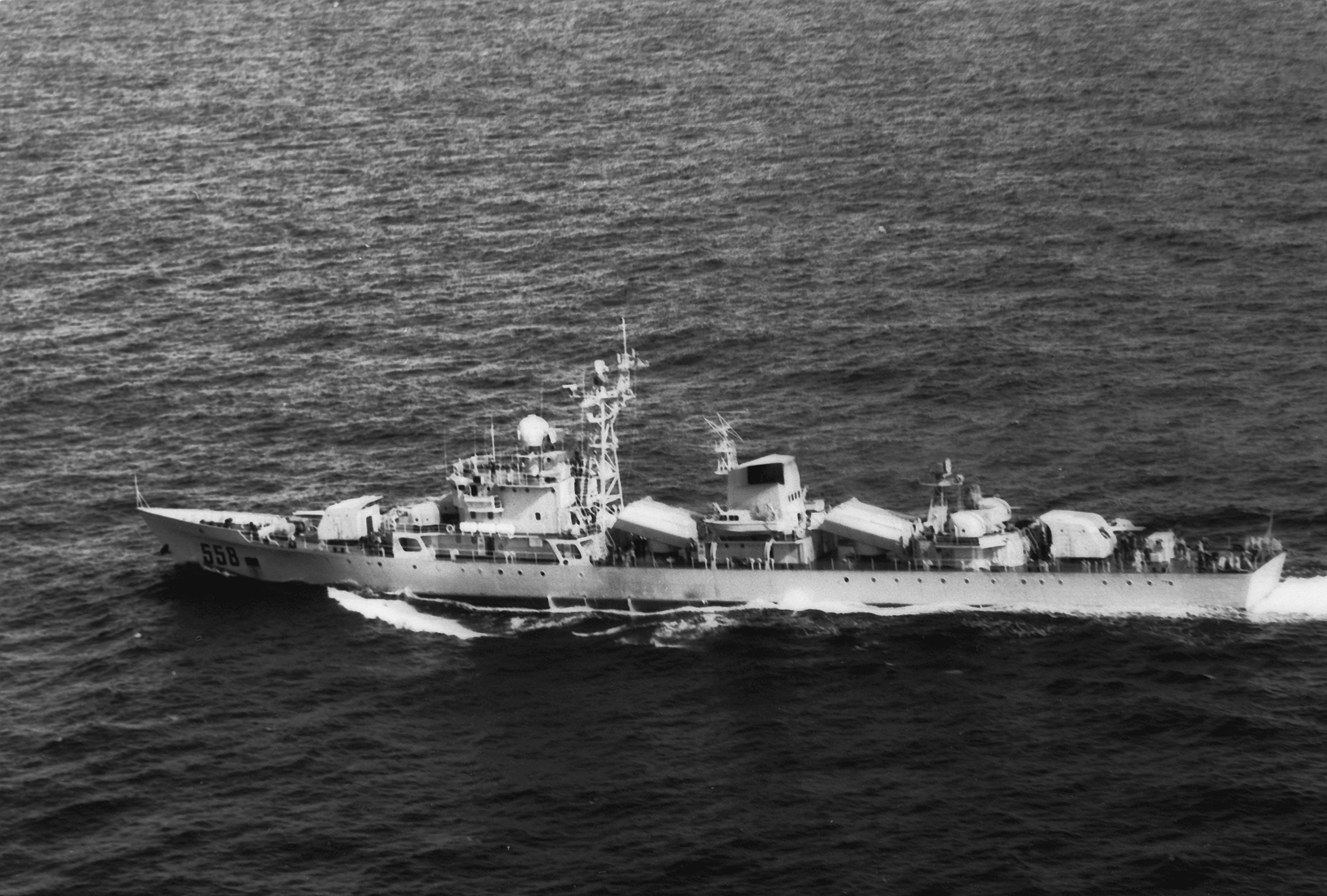
江滬V型（053H1G型）

上掲の053K型と対になって配備されることになっていたのが、対水上艦型の053H型（江滬I型）である。上述のように、053K型の配備構想は最終的に破棄されたが、それにもかかわらず、哨戒艦艇の深刻な不足を補うため、053H型に端を発する対水上艦型は、小改良を重ねつつ、建造は継続された。最終的に、1970年代から1990年代にかけて30隻という多数が建造され、中国人民解放軍海軍の主力哨戒艦艇として活動しており、更に船体が拡大された後継の汎用型フリゲート（江衛型や江凱型）が就役を開始した現在でも、なお数的には多数が就役している。NATOはこれらに江滬型フリゲートというコードネームを与えた。
053H型（江滬I型）は、本来、艦対空ミサイル装備の江東型フリゲート（053K型）と対になって活動する艦対艦ミサイル装備のフリゲートとして構想されており、船体設計の大部分を江東型から引き継いでいる。しかし、艦対空ミサイルの開発遅延と性能の低さから、江東型の大量配備は実現せずに終わった。このため、防空を江東型に依存するものとして構想された江滬I型（053H型）は、防空能力に重大な問題を抱えることとなったが、哨戒戦力の不足を補うために、14隻という多数が建造された。その後、053H型に小改良を加えた053H1型（江滬II型） 9隻を建造したのち、抜本的な改設計を加えた053H2型（江滬III型）と改良を重ねたが、053H2型は数々の新機軸を導入したためにかえって運用実績は芳しくなく、これは3隻が建造されるに留まり、完全な新設計による江衛型フリゲートの開発に移行した。
また、1990年代中盤には、台湾海峡・南沙諸島情勢の緊迫に対応した「戦時急造艦」として、より漸進的な設計に回帰した053H1G型（江滬V型）が開発され、6隻が配備された。

## 対潜実験艦（053H1Q型）
1980年代、西側との関係改善とともに、西側製の先進的な武器システムの輸入が行なわれた。これらの性能を実証するため、江滬I型（053H型）の5番艦であった四平（544）はこれらの武器システムを搭載して実験艦任務につくこととなり、形式番号も053H1Q型に変更された。NATOは同艦に江滬IV型のコードネームを与えた。
053H1Q型（江滬IV型）の最大の特長は、艦載ヘリコプターの運用設備を持つことである。ここには、フランス製のAS 365N ドーファン・ヘリコプターの中国版であるZ-9C哨戒ヘリコプター 1機が搭載されており、フランス製の着艦拘束装置によってある程度の荒天下でも運用できた。また、ソナー・システムとしては、フランス製のDUBA-25ソナーまたはその中国版であるSJD-7ソナー・システムが搭載されている。DUBA-25はフランス海軍のデスティエンヌ・ドルヴ級通報艦に搭載されたもので、36個のステーヴを直径115 cmのシリンダー状に配置しており、使用する周波数は8～10 kHzの中周波数、それぞれのステーヴが形成するビームの幅は10度で、周波数変調連続波 (FM-CW)方式、パルス幅は30ないし90ミリ秒である。対潜火力としては、イタリア製の324mm短魚雷3連装発射管とイタリア製のA244/S 短魚雷が搭載されたが、これらはいずれも従来の中国海軍フリゲートに類を見ない高水準のものであった。また、主砲はフランス製クルーゾ・ロワールT100C 100mm55口径コンパクト砲が搭載され、これは光学射撃指揮装置によって射撃指揮を受ける。
本艦は、以後のフリゲート・駆逐艦の開発にあたって重要な資料を提供したほか、運用試験の終了後は中国海軍でもっとも優れた対潜フリゲートとして活躍し、「中華反潜第一艦」（中国初の対潜艦艇）とも称された。

## 汎用型（053H2G型、053H3型）

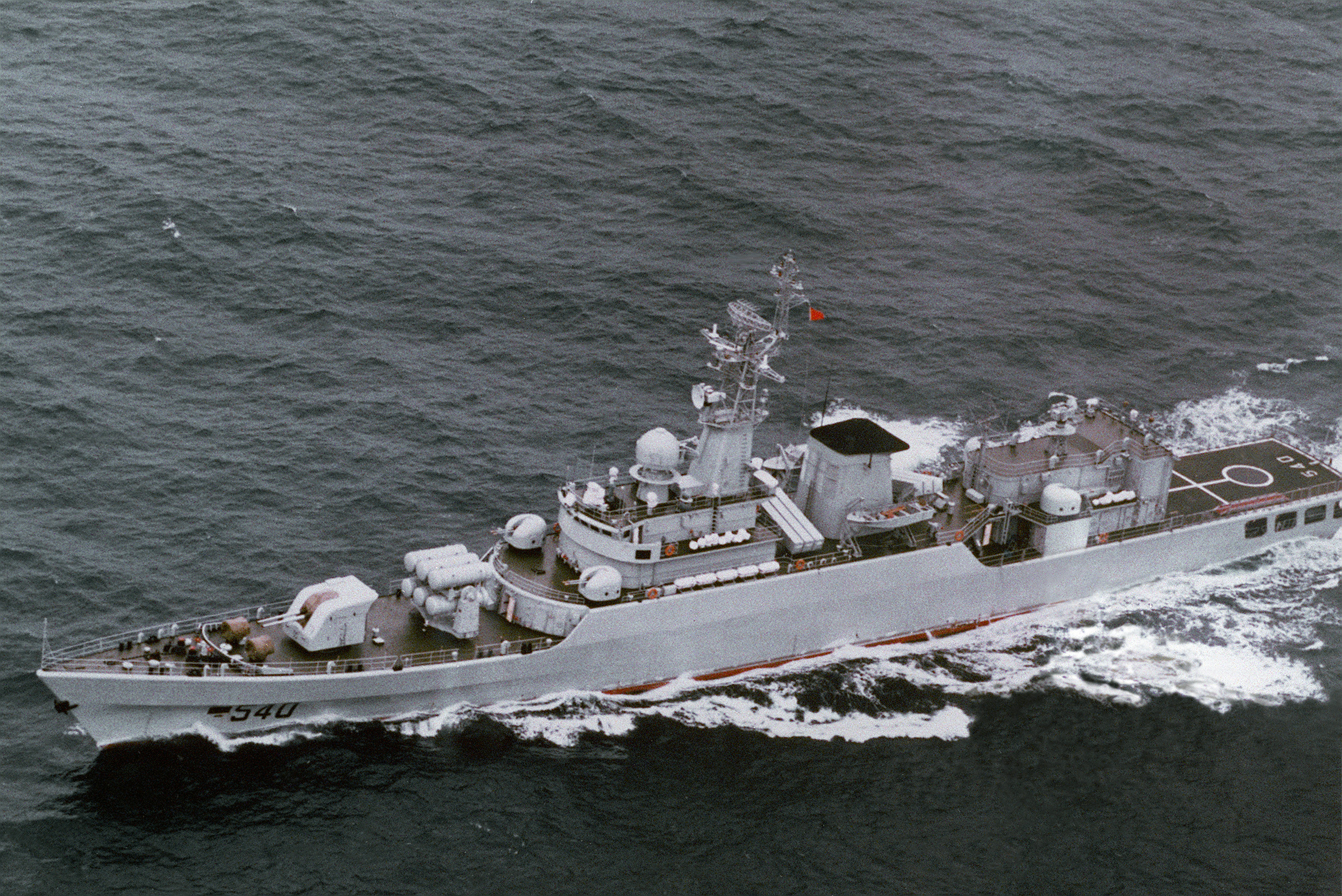
053H2G型 (江衛-I型)

対水上重視の053Hシリーズの大量配備によって、沿岸哨戒戦力の飛躍的な拡充に成功した中国海軍だが、これらの艦の性能には、防空力の不足や、航空運用能力の欠如、居住性の低さ、C4Iシステムの不備などいくつかの問題があった。これを是正するため、中国海軍は、053H1Q型の研究結果などに基づき、053Hシリーズを基にして個艦防空ミサイルや哨戒ヘリコプターを搭載した汎用型フリゲートの開発を決定、053H2G型及び053H3型、計14隻の配備を行なった。NATOは、これらに江衛型フリゲート（Jiangwei class）というコードネームを与えた。
これらのフリゲートは、中国海軍のフリゲートとしてはじめて、NATO諸国の汎用フリゲートに比肩しうる、バランスのとれた装備を施している。個艦防空ミサイル、対艦ミサイル、哨戒ヘリコプターを備え、これらはいずれも戦術情報処理装置を中核として連結されて、艦全体が統合された戦闘システムを構築しているとされる。ただし、このように充実した兵装を備える一方で、排水量は2000トン台と船体は小型であり、航洋性能に問題があるとの指摘もなされている。
これらの汎用型フリゲートは、1990年代初頭から2000年代中盤にかけて、計14隻が就役し、現代中国海軍の洋上兵力において基幹戦力となっている。なお、中国海軍のフリゲート級艦艇の整備は、054型を経て054A型に移行しているが、これは中距離艦対空ミサイルによって艦隊防空能力を獲得し、排水量も50%増に大型化するなど、どちらかといえば、従来の駆逐艦を代替する艦となっている。